# Угљеша Богуновић
Угљеша Богуновић (Теслић, 22. октобар 1922 — Београд, 27. април 1994) био је српски архитекта, један од најистакнутијих у Београду и читавој држави.

## Биографија
Рођен је 1922. године у Теслићу, његов отац био је учитељ Петар Богуновић, мајка Даница Будисављевић а деда учитељ и учесник Првог светског рата, Милош Богуновић. Угљешина браћа и сестре били су Марија, Ковиљка и Недељко.
Био је ожењен српском вајарком Милицом Рибникар, са којом је имао сина Слободана Богуновића, слободног уметника, филозофа, лексикографа и теоретичара архитектуре.

## Каријера
Богуновић је завршио Архитектонски факултет у Београду у првој генерацији студената после Другог светског рата.
Једно од његових најпознатијих дела, у сарадњи са архитектама Слободаном Јањићем и Миланом Костићем, је ТВ торањ на Авали који је срушен у НАТО бомбардовању Југославије. Његови други радови укључују реконструкцију Скадарске улице шездесетих година и Југословенског павиљона на Светском сајму у Сан Франциску 1964. године. Остали радови које је израдио Богуновић су зграда РТС-а на Кошутњаку, стадион Ташмајдан, зграда „Политике” и други.
Богуновићев рад је уврштен у емисију Ка конкретној утопији: Архитектура у Југославији, 1948–1980 на њујоршкој МоМА изложби 2016. године.
Преминуо је 27. априла 1994. године у Београду, а сахрањен је у Алеји заслужних грађана на Новом гробљу.